# Fincke, yngre ätten
Fincke, yngre ätten. Fincke, eller Vincke är ett vanligt namn bland tyska borgare. Den släkt som behandlas här härstammar på mödernet från tredje generationen från en Fincke som nämns i Finland 1370-1385. Han var Bo Jonsson (Grip)s sven 1381 och får frälse på gods i Åbo stift. Han är troligen den ”gamle Gödeke Fincke” som av drottning Margareta och kung Erik fick Helgå kungsgård i Bjärnå sn i Egentliga Finland i pant för lån.
Vapen: två gula sparrar i blått fält mellan två mot varandra vända fåglar
Gamle Gödeke Fincke hade bara döttrar. En av dem var Metta. Hon gifte sig med en Henrik. De fick sonen Gödeke Fincke. Han nämns 1439-1447 och var död före 1467. Han hade sonen Jeppe Fincke (nämnd 1440-1459). Jeppe hade fyra döttrar. En av döttrarna gifte sig med Nils Jönsson Rengonpoika. Notera att Rengonpoika inte är ett patronymikon utan ett släktnamn.
Nils var son till Jöns (Larsson) Rengonpoika.
Jöns Larsson eller Jöns Rengonpoika nämns första gången bland de borgare i Åbo som 1415 lidit skada av novgorodernas plundringar. Han var gift med Johanna Bengtsdotter. Hon var dotter till riksådet Bengt Lydekason (Djäkn, Lydekasönernas ätt).
Nils son Gödeke (Nilsson) var väpnare   och tog moderns namn och kallar sig Gödeke Fincke. Han nämns 1490-1518, och var gift med Margareta Gustavsdotter (Slatte).